# Mario Espinosa Contreras
Mario Espinosa Contreras (Tepic, Nayarit, 22 de noviembre de 1949) es un obispo católico mexicano quien se desempeña desde marzo de 2005 como tercer obispo de la Diócesis de Mazatlán. Fue ordenado sacerdote para la Diócesis de Tepic en 1973 y el 2 de abril de 1996 fue nombrado obispo de la Diócesis de Tehuacán por el papa Juan Pablo II, cargo en el que fungió de 1996 a 2005 en que fue trasladado a Mazatlán.